# 戴西 (密蘇里州)
戴西（英語：Daisy）是位於美國密蘇里州開普吉拉多縣的非建制地區。

## 歷史
戴西的郵局自1887年營運至今。

## 地理
戴西所處的海拔為高於海平面181米（即594英呎），而該地所採用的時區為UTC-6，即北美中部時區（CST）。同時該地設有夏令時間，為UTC-6調快一小時，即UTC-5（CDT）。